# Adaptionen (Album)
Adaptionen ist ein 1976 erschienenes Musikalbum der Band Electra. Es wurde vom DDR-Plattenlabel Amiga veröffentlicht und ist das einzige Album einer DDR-Rockband, auf dem ausschließlich klassische Musik adaptiert wird. Alle Stücke sind Instrumentaltitel.

## Besetzung
Das Album wurde in der Besetzung Bernd Aust, Peter Ludewig, Rainer Uebel, Wolfgang Riedel und Gisbert Koreng eingespielt.

## Inhalt
Die Borodin-Suite entstand nach Motiven von Alexander Borodins 2. Sinfonie h-moll sowie den Polowetzer Tänzen aus der Oper Fürst Igor. Bach ’75 verwendet Themen aus dem 2. Brandenburgischen Konzert von Johann Sebastian Bach.
Der Säbeltanz von Aram Chatschaturjan bildet die Grundlage des Stückes Säbeltanz, das Bernd Aust komponierte. Das Präludium cis-moll von Sergei Rachmaninow wurde von Uebel und Ludewig neu bearbeitet, ebenso wie In der Halle des Bergkönigs von Edvard Grieg. Der Türkische Marsch enthält neben dem namensgebenden Türkischen Marsch aus der Klaviersonate A-Dur KV 331 von Wolfgang Amadeus Mozart weitere Elemente der Sonate im Dreivierteltakt, die das Stück von dem ähnlichen Stück der niederländischen Band Ekseption abheben sollten.
Das Cover zeigt die Band beim Musizieren im Schattenriss. Das Bild ist schwarz/hellblau, die Schrift überwiegend weiß. Auf der Rückseite sind die Titel mit Hinweisen zu den Vorbildern aufgeführt. Darunter werden mit demselben Schattenriss wie auf der Vorderseite die fünf Musiker samt Instrumenten vorgestellt. Der Hintergrund ist weiß, nur der Albumtitel ist hellblau.

## Geschichte
Adaptionen ist das zweite Album von Electra (früher Electra-Combo, später electra).
Mitte der 1970er Jahre trat Electra mit eigenen Stücken wie Tritt ein in den Dom und Jethro-Tull-Songs auf. Besonders Ludewig interessierte sich aber für Rockkompositionen mit klassischen Motiven, ähnlich der Band Ekseption. Der Sänger Stephan Trepte hatte die Band 1975 verlassen, als einziger Sänger verblieb Ludewig.
Ludewig und Uebel komponierten die Borodin-Suite und Bach ’75, indem sie Partiturteile der Originale auswählten, für Keyboard umschrieben, mit Schlagzeug versahen und schließlich durch Überleitungen und Improvisationen verbanden. Für die Komposition der Borodin-Suite brauchten sie ein Vierteljahr. Die beiden Stücke wurden in einer Gastwirtschaft in Freital auf Zweispur-Tonbandgerätband ohne Unterbrechung für den Rundfunk der DDR aufgenommen.
Die Plattenfirma Amiga übernahm die beiden Stücke und ließen sie durch weitere Stücke ergänzen, die in der Ost-Berliner Brunnenstraße aufgenommen wurden. Die AWA wollte anfangs keine Tantiemen bezahlen, da die Electra-Mitglieder nicht als Komponisten zu sehen seien. Erst nach einer Intervention mit Hinweis auf das sekundäre Urheberrecht konnten sie Tantiemen erhalten.
Mit über 100.000 verkauften Exemplaren ist es das erfolgreichste Electra-Album. Auch auf Konzerten wurden die Stücke gespielt, während sie der Rundfunk der DDR wegen ihrer Länge kaum spielte. Die Band komponierte weitere Klassik-Adaptionen von Richard Wagner, Sergei Prokofjew und Max Reger, die aber mangels Interesse der Band nicht produziert wurden. 1978 kam mit Manuel von Senden ein neuer Sänger in die Band.
1992 erschien Adaptionen bei DSB als CD mit dem Bonusstück Das Lächeln, mit einem Text von Heinz Kahlau.

## Titelliste (LP)

### Seite 1
1. Borodin-Suite (13:20)
2. Bach ’75 (6:25)

### Seite 2
1. Säbeltanz (6:05)
2. Prélude cis-Moll (4:40)
3. In der Halle des Bergkönigs (3:25)
4. Türkischer Marsch (3:53)